# كورتيكونثيبثيون
بلدية كورتيكونثيبثيون (بالإسبانية: Corteconcepción) هي بلدية تقع في مقاطعة ولبة التابعة لمنطقة أندلوسيا جنوب إسبانيا.

## الديموغرافيا
بلغ عدد سكان بلدية كورتيكونثيبثيون 608 نسمة عام 2011 (وفقاً للمعهد الوطني الإسباني للإحصاء).
| 689 | 703 | 671 | 620 | 615 | 607 | 608 |